# 希学園
希学園（のぞみがくえん）は、進学教室・学習塾。主な業務は小学生を対象とした中学受験学習指導。
略称は希（のぞみ）。希学園歌は「明日への出発」。

## 概要
1992年、浜学園から独立して設立された、小学生を対象とする学習塾。設立者は株式会社希学園首都圏の現理事長である前田卓郎。2009年6月11日より、学園長は黒田耕平となった。

## 沿革
- 1992年4月 - 希学園設立
- 1992年6月 - 十三本部教室（大阪市淀川区）、谷九教室開校（同市天王寺区）
- 1994年3月 - 三宮教室開校（神戸市中央区）
- 1997年7月 - 四条烏丸教室開校（京都市下京区）
- 2000年4月 - 堺東教室開校（堺市堺区）
- 2002年7月 - 西大寺教室開校（奈良市）
- 2003年12月 - 西宮北口教室開校（西宮市）
- 2004年4月 - 恵比寿教室開校（東京都渋谷区）
- 2006年2月 - たまプラーザ教室開校（横浜市青葉区）
- 2007年11月 - 豊中教室開校（豊中市）
- 2008年2月 - 恵比寿教室を移転し、目黒教室開校（東京都品川区）
- 2009年2月 - 学園前教室開校（奈良市）
- 2009年3月 - 八尾教室開校（八尾市）
- 2009年6月 - 高槻教室開校（高槻市）
- 2009年10月 - 荻窪教室開校（東京都杉並区）
- 2010年2月 - たまプラーザ教室を移転し、あざみ野教室開校（横浜市青葉区）
- 2010年4月 - 本山教室開校（神戸市東灘区）
- 2010年10月 - プレミアム算数塾御茶ノ水教室開校（東京都千代田区）
- 2011年3月 - 個別指導塾　ポリック十三教室、谷九教室開校（大阪市）、ポリック西宮北口教室開校（西宮市）
- 2012年3月 - 個別指導塾　ポリック四条烏丸教室開校（京都市）、個別指導塾　ポリック豊中教室開校（豊中市）
- 2012年8月 - 本山教室移転（神戸市）、岡本教室と呼称変更
- 2012年9月 - 個別指導塾　ポリック岡本教室開校（神戸市）
- 2013年2月 - 個別指導塾　ポリック中学部開校
- 2013年12月 - 首都圏の教室を㈱希学園首都圏として別法人化
- 2014年7月 - 個別指導塾　ポリック堺東教室開校（堺市）、個別指導塾　ポリック中学部 堺東教室開校（堺市）
- 2015年10月 - 本社を梅田（大阪市北区）に移転
- 2016年2月 - 十三教室移転
- 2018年6月 - 岡本教室北館開校（神戸市）
- 2019年2月 - 三宮教室移転（神戸市）
- 2021年2月 - 北千里教室開校（吹田市）
- 2022年2月 - 岡本教室東館開校（神戸市）
- 2023年2月 - 本社と西宮北口本部教室を西宮北口統合ビルに移転（西宮市）
- 2023年7月 - 谷九本部教室南館開校（大阪市）

## 講座
新小学校1年生から新中学校1年生を対象に講座を開設している。基本的な内容の講座はベーシックコースと呼ばれている。ほかに各科目ごとの補強講座や、実戦・最高レベル特訓などの応用講座などがある。小学校6年生を対象にした講座として、志望校別特訓があり、基本毎月第1、3日曜日に行われる。学期が分かれており、授業時間や科目数が多くなる場合もある。
毎授業ごとに前回の内容の復習テスト(今授業の確認テストの場合もある)が行われ、小学4年生以上は授業内で生徒による相互採点をし、点数の分布をとる。上位1/3にあたる点数が「合格点」となり、発表される。
小学4年生以降のベーシックコースのクラスは、基本0Aから9Bの10階級に分かれており、復習テストの成績などにより、毎月判定される。
授業ではオリジナルテキストを使う場合が多いが、地図帳や理科資料などは外部のテキストを用いる(例:社会特訓)。オリジナルテキストの最終ページには、点数分布を記入する表があることが多い。

### 宿題プリント
宿題プリントがほとんどの講座の宿題として課され、次の授業時に提出する。「日々の計算」「復習テスト直し」「0組プリント」や、テキストの問題の解答欄などがセットになった1冊が配られることが多い。
6年生では社会でファーストステップなどの特別課題がある。また、志望校別特訓では、語句に関するテキスト(例:基本分野の完成)や、算数に毎日触れることを目的とした課題などが別に配られる。

## 模試
毎月第2日曜日には公開テストが全学年一斉に行われる。そのほか、学年ごとに、習熟度確認テスト・合否判定テストなどが行われる。小6になると各志望校別の予想問題で模試が行われる。主に、プレ〇〇入試や、〇〇実戦テストという形の名前がつく。

## 担任制度

### クラス担任
小5まではプレチューターが設置されている。

### チューター制度
小6になるとクラス担任に代わり、チューター制度という担任制度が取り入れられる。チューターは必ず授業をしている先生であり、生徒とチューターノートを交換する。基本的に、チューターの変更は認められる。

## 教室一覧
- 大阪府：谷九本部（本館・南館・北館）、豊中、堺東、北千里
- 兵庫県：西宮北口本部、三宮、岡本（本館・北館・東館）
- 京都府：四条烏丸
- 奈良県：学園前
- 東京都：目黒、二子玉川、みなと芝浦
- 神奈川県：横浜

## 著作権侵害問題
松谷みよ子・谷川俊太郎・五味太郎をはじめとする作家・詩人が、同社とSAPIXがそれぞれ発行している問題集に勝手に作品を掲載され、著作権を侵害されたとして、2007年6月21日、東京地裁に出版差し止めの仮処分を申請するとともに、同社に対して約2,400万円の損害賠償請求訴訟を起こした。
2007年12月25日に和解に至っている。
そのほか、浜学園が作成したテストを流用したとして、2010年3月5日に大阪地裁に著作権侵害差し止めの請求を起こされた。